# Barron (rivier)
De Barronrivier ligt in het Atherton Tableland, in het binnenland nabij Cairns in het noorden van Queensland, Australië. De rivier is afgedamd en vormt op deze wijze het Tinaroomeer, de hoofdwatervoorziening van de regio. De Barronwaterval, een waterval van 230 meter hoog, bevindt zich nabij Kuranda. Het grootste deel van het water wordt gebruikt voor elektriciteitsopwekking in de Barron Gorge-waterkrachtcentrale. De Aboriginalnaam is Bibhoora.